# Семёнов, Анатолий Фёдорович (боксёр)
Анатолий Фёдорович Семёнов (род. 20 сентября 1944) — советский боксёр, чемпион и призёр чемпионатов СССР, обладатель Кубка СССР, мастер спорта СССР международного класса. Вице-президент Федерации бокса Саратовской области. Судья международной категории. В 1968 году окончил Саратовский политехнический институт. В 1971 году участвовал в матче СССР — США и выиграл свой бой против Альберта Дейвила. В 2016 году стал Почётным гражданином Саратова.

## Спортивные результаты
- Бокс на летней Спартакиаде народов СССР 1967 года — ;
- Чемпионат СССР по боксу 1968 года — ;
- Чемпионат СССР по боксу 1969 года — ;
- Чемпионат СССР по боксу 1970 года — ;
- Чемпионат СССР по боксу 1971 года — ;
- Бокс на летней Спартакиаде народов СССР 1971 года — ;
- Чемпионат СССР по боксу 1974 года — ;